# Euselasia eurypus
Euselasia eurypus is een vlindersoort uit de familie van de prachtvlinders (Riodinidae), onderfamilie Euselasiinae.
Euselasia eurypus werd in 1856 beschreven door Hewitson.